# Thyen-Werft
Die Thyen-Werft in Brake in Niedersachsen war ein Werftbetrieb, der von 1876 bis 1916 bestand.

## Geschichte der Thyen-Werft (1876–1916)
Mit der Übernahme des 1848 für die Deutsche Reichsflotte in Brake erbauten Trockendocks, begann 1876 die Geschichte dieser Werft, die sich anfangs auf Grundlage des Trockendocks nur mit Dockungen und Reparaturen von Schiffen beschäftigte. Die Neubautätigkeit begann 1892, in diesem Jahr wurde als erstes Schiff die Schonerbrigg Falke für eigene Rechnung gebaut, 1894 folgte als zweiter Neubau der Dreimastschoner Bussard für F. Thyen. 1916 wurde die Werft als eigenständiger Betrieb geschlossen.

## Übernahme von der Frerichswerft (1916–1920)
1916 wurde die Thyen-Werft von der Frerichswerft übernommen, anfangs wurden hauptsächlich Reparaturarbeiten an Schiffen durchgeführt, ab 1919 wurde auch das Neubaugeschäft weitergeführt. Es entstanden bis 1920 weitere drei Segellogger und zwei Motorlogger mit rund 120 BRT, vorwiegend für die Bremen-Vegesacker Fischerei-Gesellschaft.

## Auf der Thyen-Werft gebaute Schiffe
Ab 1898 entstanden auf der Werft vor allem Segellogger, die mit der Verwendung von Treibnetzen als Heringslogger zum Heringsfang eingesetzt wurden. Die Logger wurden größtenteils an die örtliche Braker Heringsfischerei abgeliefert. Daneben war jedoch auch die Elsflether Heringsfischerei ein wichtiger Kunde, und ab 1907 kam auch die Leerer Heringsfischerei als Kunde dazu. So wurden alleine von diesem Schiffstyp rund 15 Schiffe abgeliefert. Für die Bremer Reederei D.D.G."Hansa" wurde 1912 als Bau-Nr. 28 die Motorschute Hansafahrt für den Einsatz im Hamburger Hafen geliefert. Nach ihrem Verkauf 1936 wurde sie in Hamburg zum Bunkerboot umgebaut und fuhr bis 2020 als Loh-Tank II. Im Oktober 2020 wurde sie in Haren/Ems verschrottet. Auch drei Feuerschiffe entstanden auf dieser Werft. Eines davon, die Weser, war für das Tonnen- und Bakenamt Brake bestimmt. Das andere, die Ausseneider ab 1965  Fehmannbelt (II) wurde nach Tönning geliefert (sie liegt heute als Museumsschiff Fehmarnbelt in Lübeck) und das dritte, die Minsener Sand erhielt die Kaiserliche Werft Wilhelmshaven.
Insgesamt wurden über vierzig Schiffe abgeliefert, neben den Segelloggern und Feuerschiffen waren es Gaffelschoner, Leichter, ein Wohnschiff und ein Fährdampfer.